# Jürgen Roelandts
Jürgen Roelandts (ur. 2 lipca 1985 w Asse) – belgijski kolarz szosowy, zawodnik należącej do dywizji UCI WorldTeams drużyny BMC Racing Team. Mistrz Belgii w wyścigu ze startu wspólnego (2008).
Etapowy zwycięzca Tour de Pologne, w zawodowym peletonie od 2008 roku.

## Najważniejsze osiągnięcia
2006
- 1. miejsce na 2. etapie Tour de Normandie
- 1. miejsce na 2. etapie Tour du Loir-et-Cher

2007
- 1. miejsce w Paris-Tours (U23)

2008
- 1. miejsce w mistrzostwach Belgii (start wspólny)
- 9. miejsce w Eneco Tour
  -  1. miejsce w klasyfikacji punktowej
- 1. miejsce na 5. etapie Tour de Pologne
- 3. miejsce w Circuit Franco-Belge
  - 1. miejsce na 3. etapie
- 3. miejsce w Memorial Rik Van Steenbergen

2009
- 1. miejsce w klasyfikacji punktowej Tour de Pologne

2010
- 8. miejsce w Tour Down Under
  -  1. miejsce w klasyfikacji młodzieżowej
- 3. miejsce w Memorial Rik Van Steenbergen
- 6. miejsce w Gandawa-Wevelgem

2011
- 2. miejsce w E3 Harelbeke
- 4. miejsce w Grand Prix Cycliste de Montréal
- 5. miejsce w mistrzostwach świata (start wspólny)
- 6. miejsce w Vattenfall Cyclassics

2012
- 1. miejsce na 4. etapie Tour de Luxembourg
- 5. miejsce w GP Ouest-France
- 1. miejsce w Eurométropole Tour
  - 1. miejsce na 1. etapie

2013
- 1. miejsce na 5. etapie Tour Méditerranéen
- 3. miejsce w Ronde van Vlaanderen
- 4. miejsce w GP Ouest-France

2014
- 10. miejsce w Gandawa-Wevelgem
- 10. miejsce w GP Ouest-France

2015
- 8. miejsce w Ronde van Vlaanderen

2016
- 3. miejsce w Mediolan-San Remo
- 7. miejsce w Gandawa-Wevelgem